# Бельбулак
Белбулак (каз. Белбұлақ) — село в Талгарском районе Алматинской области Казахстана. Административный центр Бельбулакского сельского округа. Находится на берегу реки Бельбулак, на склонах хребта Заилийский Алатау, примерно в 11 км к западу от города Талгар. Код КАТО — 196235100.

## Население
В 1999 году население села составляло 6657 человек (3198 мужчин и 3459 женщин). По данным переписи 2009 года в селе проживало 8510 человек (4209 мужчин и 4301 женщина).